# Wola (Łukawiec)
Wola – część wsi Łukawiec w Polsce, położona w województwie podkarpackim, w powiecie lubaczowskim, w gminie Wielkie Oczy.
W latach 1975–1998 Wola należała administracyjnie do województwa przemyskiego.